# Herman Helleputte
Herman Helleputte (Lier, 22 maart 1954) is een Belgisch voormalig voetballer. Na zijn spelerscarrière die 17 jaar duurde, begon hij aan zijn loopbaan als voetbaltrainer. Momenteel is hij Technisch Directeur van de jeugd bij de Belgische voetbalclub K. Lierse SK.

## Carrière
Helleputte, een centrale middenvelder, vertoefde zijn hele spelerscarrière bij Lierse. Hij doorliep er de jeugdreeksen en kwam in 1971 bij de A-kern terecht. In 1988 stopte Helleputte met voetballen en begon hij zijn trainerscarrière. Die begon ook bij Lierse (drie jaar als assistent-trainer, vier jaar als hoofdtrainer). Nadien volgden nog onder meer Germinal Ekeren, SK Beveren en VC Westerlo.
Vanaf het seizoen 2007-2008 is Helleputte weer trainer van Lierse, dat toen net naar de Belgische tweede klasse was gedegradeerd. Zijn terugkeer naar Lierse begon in mineur door de kritieke financiële moeilijkheden bij de club. Halverwege het seizoen was deze kritieke toestand echter voorbij en werden er ook sportief betere prestaties neergezet. Het volgende seizoen kon hij de club naar een tweede plaats loodsen maar promotie naar de eerste klasse bleef achterwege.
In het seizoen 2009-2010 speelde Lierse opnieuw voor promotie. Maar wegens een reeks tegenvallende resultaten zette Helleputte op 18 februari 2010 een stap opzij. De coach kreeg een andere functie binnen de club, hij werd technisch directeur en verving hiermee Neel De Ceulaer, de toenmalige CEO van Lierse. Na anderhalf jaar ging hij voor de club aan de slag als scout en nog later als technisch jeugdcoördinator, de functie die hij tot bij het faillissement van Lierse in 2018 vervulde.

## Erelijst
- Beker van België: 1997 (met Germinal Ekeren)

2 Vinck ·
4 Frans ·
5 Boussaid ·
7 El-Gabas ·
8 Allach ·
11 Laurent ·
12 Kasmi ·
13 Buysens ·
14 Yakubu ·
15 Bourdin ·
16 Poelmans ·
17 Weuts ·
18 Wils ·
21 Sabir ·
22 Joachim ·
23 De Busser ·
24 Diarra ·
25 Binst ·
30 Goris ·
32 Andrei ·
34 Hall ·
39 Ntambwe ·
44 Janssens ·
44 Janssens ·
77 Yagan ·
Badibanga ·
Coach: Still